# Alpheus malabaricus
Alpheus malabaricus is een garnalensoort uit de familie van de Alpheidae. De wetenschappelijke naam van de soort is voor het eerst geldig gepubliceerd in 1775 door Fabricius.